# Pays d'Houlme

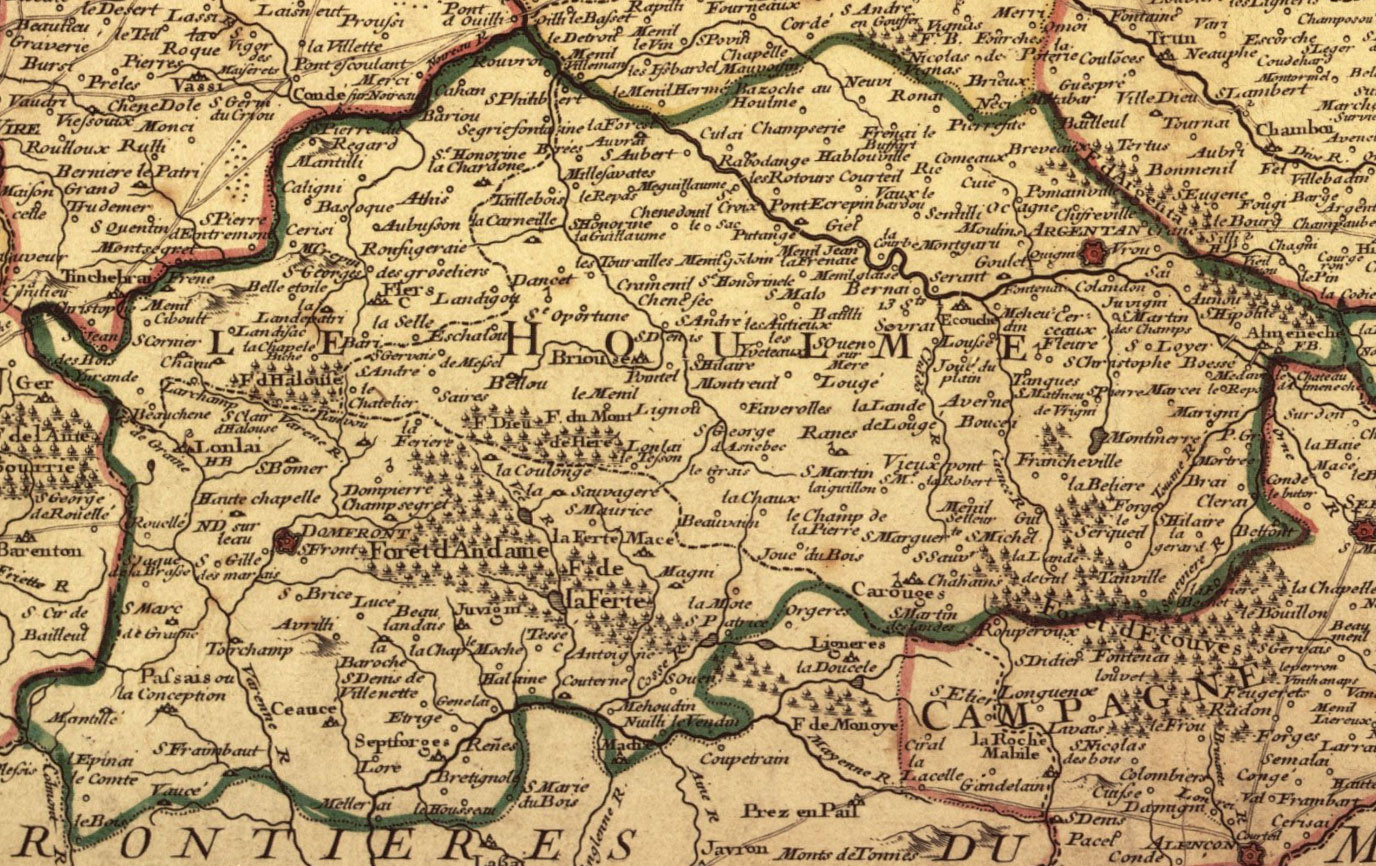
Carte du pays d’Houlme, 1716

Le pays d’Houlme (ou pays du Houlme, ou simplement le Houlme) est une contrée de Normandie (pagus Holmetius en latin médiéval). Il correspondait grosso modo à la partie occidentale de l’actuel département de l’Orne.

## Le pays d’Houlme de nos jours
Les limites de ce territoire ont toujours été floues, mais elles semblent maintenant assez bien définies. Le territoire de Houlme semblerait correspondre à une partie du Bocage ornais, au même titre que le Domfrontais ou le pays d'Andaine, allant de la Ferrière-aux-Étangs jusqu’au nord de Putanges-Pont-Écrepin, avec pour capitale Briouze.
Le territoire est constitué par les communautés de communes suivantes :
- Communauté de communes de la Haute Varenne et du Houlme
- Communauté de communes du Pays de Briouze
- Communauté de communes du Val d'Orne
- Communauté de communes de la Région de Rânes.

L’unité paysagère se caractérise par un bocage très présent et une végétation luxuriante (haies imposantes, petits-bois…), sur les collines de Normandie.

## Toponyme
Différentes interprétations sont proposées : 
- Selon certains auteurs, ce nom pourrait avoir une origine romane :  oulme ou olme avait en effet le sens d'orme en ancien français, issu du latin ulmus. Le Houlme aurait été un territoire où l’orme abondait.
- Cependant, la plupart des spécialistes[1]  donnent une origine norroise, de holmr « îlot, prairie au bord de l'eau », du fait de l'installation de colons anglo-danois en Normandie, bien qu'elle ait été sporadique dans cette partie du pays.

Cette hypothèse est tout aussi probante que la première, car les formes anciennes sont ambigües. Homophonie avec Le Houlme, commune de Seine-Maritime dont le nom procède avec certitude du norrois.
La prononciation est peu claire entre l'houlme et le Houlme et ne donne pas d'indice. Par contre, les produits de holmr présentent tous un H « aspiré », en fait un hiatus entre deux voyelles : Le Houlme, Saint-Quentin-sur-le-Homme, le Hommet…

## Extension territoriale
Le territoire appelé « Houlme » semble avoir varié au cours de l’Histoire et selon le domaine envisagé : administratif ou religieux ou linguistique… Comme le note l’auteur de Correspondant en 1933 : « ...pays d’Houlme dont les frontières flottent un peu indécises ».
Le Grand dictionnaire français de J. de Guyot (1770) préfère indiquer : « borné au Nord par le Bocage, la Campagne de Caen et le Pays d’Auge, au midi par le Maine, à l’Orient par la campagne d'Alençon et à l’Occident par l’Avranchin » [soit 11 lieues de longueur et 8 de largeur].
La « carte de Guillaume Delisle » ci-dessus (voir site bnf), datée de 1716, permet de situer assez bien semble-t-il les contours que l’on donnait à cette époque à cet ancien « pays » normand, (au nord, à l’est et à l’ouest).
Toutefois il y a lieu de s’interroger sur la limite sud-ouest et l’inclusion du « Domfrontais » dans le « pays d’Houlme ».
En effet, dès 1204, dans une lettre de donation (et échange) du roi de France Philippe-Auguste à Renaud, comte de Boulogne, il est explicitement écrit que « Nous donnons au même comte...le château de Danfront en Passais, avec ses fiefs… et la forêt d’Andeine ». (voir ladite lettre sur « Theleme acte royal »)
- Gérard de Contades (membre éminent de la Société archéologique de Normandie à la fin du XIXe siècle) -ci-dessous référencé- écrit de son côté : « Seule des communes du canton de La Ferté-Macé, la commune de Lonlay (le Tesson) appartient au pays d’Houlme. Ne vaudrait-il pas mieux considérer (comme limite S-O) -non la ligne en pointillés repassée en trait fort sur la carte ci-dessus mais l’autre ligne en pointillés allant, sur la même carte, de Carrouges à Beauchêne ? »  Cette rectification serait conforme à ces indications fournies par la Géographie universelle de 1791 : « Domfront située sur une montagne fort rude dans le petit pays de Passais ».

Quant à Boithias et Mondin – ci-dessous référencés –, ils distinguent nettement les deux entités quand ils écrivent en 2001 : « Passais et Houlme forment à eux deux le cœur du Bocage dit « ornais » parce qu’occupant toute la partie occidentale du département en question ».
La question des limites exactes du pays d’Houlme peut-elle encore être tranchée ou la réponse est-elle « à géométrie variable » (selon les époques et les domaines considérés) ?

### La «capitale» du pays du Houlme
Selon les époques, on trouve les noms suivants : Falaise au XIIIe siècle (cf. Histoire des villes de France) ou Argentan ou même – chez certains – : Domfront [faisant aller le pays d’Houlme de « Gontel » (= Condé-le-Butor, près Sées) jusqu’à Domfront]. Certes, Domfront – depuis 10 siècles – a bien été une ville de plus en plus importante (avec vicomté puis sous-préfecture) mais qui semble bien excentrée pour avoir été « capitale » du Houlme !. Enfin, et déjà en 1791, « ...regardé comme le chef-lieu du Houlme propre... » et de nos jours encore, le centre de ce terroir est : Briouze.

## Histoire
Chez certains, le Houlme pourrait correspondre à une très ancienne subdivision administrative du comté d'Hiémois – bien antérieure aux invasions normandes – appelée « centenie » (= centaine de paroisses) établie autour de Neuvy-au-Houlme (voir : Arnoux et Maneuvrier -université de Caen- cités en référence). Mais l’émergence du comté d’Alençon au XIe siècle modifia les anciennes limites des centenies puisque ce nouveau Comté fut établi en partie sur le sud du comté d’Hiesmois.
Sous l’Ancien Régime existait, dans la vicomté de Falaise, une « sergenterie du Houlme » qui s’étendait jusqu’à Saint-Sauveur-de-Carrouges et Saint-Martin-des-Landes.
Depuis la Révolution française et la création des départements (1790), le Houlme a cessé de correspondre à une division territoriale. Aux XIXe et XXe siècles, seule la région de Briouze a continué à se référer à cet ancien terroir en particulier à propos des us et coutumes, des particularités linguistiques (le normand)… Quelques communes en ont encore gardé le nom : Bazoches-au-Houlme, Neuvy-au-Houlme (très ancienne cité), Montreuil-au-Houlme et Bellou-en-Houlme ; parmi les anciennes communes de l’Orne, on trouvait aussi Saint-Malo-au-Houlme (rattachée à La Fresnaye-au-Sauvage) et les Ostieux-au-Houlme (rattachée aux Yveteaux).
Parmi les autres communes du Houlme (ou à proximité immédiate), on peut citer en fonction de leur importance démographique actuelle: Flers, Athis-de-l'Orne, Carrouges, Rânes, Putanges-Pont-Écrepin, La Ferté-Macé…

### Point de vue religieux
Avant 1789, dans le diocèse de Séez, l’« archidiaconé du Houlme », pour la partie située dans l’actuel département de l’Orne, comprenait 124 paroisses réparties dans les 4 doyennés : « doyenné d’Argentan » (pour 32 paroisses), « doyenné d’Écouché » (pour 26 paroisses dont Belfonds, Montmerrei, La Ferrière-Béchet, Tanville… au sud), « doyenné de Briouze » et « doyenné d’Asnebec » (dont faisait partie la paroisse de Carrouges) ; le « doyenné d’Aubigny » (dans le Calvados d’aujourd’hui) faisait également partie de l’archidiaconé du Houlme,.

## Activités économiques

### Moyen Âge
Voir une courte mais intéressante étude sur l’activité du Houlme et de la région de Briouze, par Arnoux et Maneuvrier (cf. références).

### 1791
Selon la Géographie universelle (ci-dessous référencée) : « Le terrain y est mauvais pour le labourage et ne produit guère que du bled sarrasin ; mais on y trouve quelques pâturages, des bois, des mines de fer d’un bon revenu et quantité de pommes dont on fait le cidre ».(p. 495)

### 2001
paysages - habitations - activités : voir Boithias et Mondin, p. 64 (et via Internet)